# أندرسون روخاس
أندرسون روخاس (مواليد 18 ديسمبر 1992) هو ملاكم إكوادوري، مثّل بلاده في الألعاب الأولمبية الصيفية 2012.

## روابط خارجية
أندرسون روخاس على موقع أوليمبيديا (الإنجليزية)